# ACRV1
ACRV1 (англ. Acrosomal vesicle protein 1) – білок, який кодується однойменним геном, розташованим у людей на короткому плечі 11-ї хромосоми. Довжина поліпептидного ланцюга білка становить 265 амінокислот, а молекулярна маса — 28 156.
| 10         |  | 20         |  | 30         |  | 40         |  | 50         |
| ---------- |  | ---------- |  | ---------- |  | ---------- |  | ---------- |
| MNRFLLLMSL |  | YLLGSARGTS |  | SQPNELSGSI |  | DHQTSVQQLP |  | GEFFSLENPS |
| DAEALYETSS |  | GLNTLSEHGS |  | SEHGSSKHTV |  | AEHTSGEHAE |  | SEHASGEPAA |
| TEHAEGEHTV |  | GEQPSGEQPS |  | GEHLSGEQPL |  | SELESGEQPS |  | DEQPSGEHGS |
| GEQPSGEQAS |  | GEQPSGEHAS |  | GEQASGAPIS |  | STSTGTILNC |  | YTCAYMNDQG |
| KCLRGEGTCI |  | TQNSQQCMLK |  | KIFEGGKLQF |  | MVQGCENMCP |  | SMNLFSHGTR |
| MQIICCRNQS |  | FCNKI      |  |            |  |            |  |            |

A: Аланін

C: Цистеїн

D: Аспарагінова кислота

E: Глутамінова кислота

F: Фенілаланін

G: Гліцин

H: Гістидин

I: Ізолейцин

K: Лізин

L: Лейцин

M: Метіонін

N: Аспарагін

P: Пролін

Q: Глутамін

R: Аргінін

S: Серин

T: Треонін

V: Валін

Задіяний у такому біологічному процесі, як альтернативний сплайсинг. 
Локалізований у цитоплазматичних везикулах.